# Saint-Aubin-d'Appenai

Saint-Aubin-d'Appenai este o comună în departamentul Orne, Franța. În 1 ianuarie 2022 avea o populație de 435 de locuitori.